# Carolin Babcock
Carolin Antoinette Babcock Stark (Billings, 26 maggio 1912 – New York, 25 marzo 1987) è stata una tennista statunitense.

## Biografia
Nata in Montana si è trasferita con la famiglia a Los Angeles nel 1927 e dieci anni dopo si è sposata con Richard Salisbury Stark iniziando ad usare il doppio cognome.

## Carriera
Ha raggiunto la finale degli U.S. National Championships 1932 eliminando nel suo percorso la seconda testa di serie Anna McCune Harper ma è stata sconfitta in finale da Helen Jacobs per 6-2, 6-2. Sempre nello Slam statunitense ha disputato quattro finali consecutive nel doppio femminile dal 1934 al 1937 riuscendo a vincere il titolo nel 1936 in coppia con Marjorie Gladman Van Ryn.
Nel 1934 e 1936 ha affrontato il viaggio verso l'Europa scendendo in campo sia a Wimbledon che al Roland Garros ottenendo come migliore risultato il quarto turno a Wimbledon 1934, in entrambe queste stagioni è stata classificata alla decima posizione mondiale.
Ha fatto parte della selezione statunitense in Wightman Cup dal 1933 al 1936 conquistando il titolo in tutte e quattro le edizioni giocate.

## Statistiche

### Finali nei tornei del Grande Slam

#### Singolare

##### Finali perse (1)
| Anno | Torneo                      | Avversaria in finale | Punteggio |
| 1932 | U.S. National Championships | Helen Jacobs         | 2–6, 2–6  |

#### Doppio

##### Vittorie (1)
| Anno | Torneo                      | Compagna                 | Avversarie in finale             | Punteggio     |
| 1936 | U.S. National Championships | Marjorie Gladman Van Ryn | Helen Jacobs Sarah Palfrey Cooke | 9–7, 2–6, 6–4 |

##### Finali perse (3)
| Anno | Torneo                      | Compagna                 | Avversarie in finale             | Punteggio     |
| 1934 | U.S. National Championships | Dorothy Andrus           | Helen Jacobs Sarah Palfrey Cooke | 6–4, 3–6, 4–6 |
| 1935 | U.S. National Championships | Dorothy Andrus           | Helen Jacobs Sarah Palfrey Cooke | 4–6, 2–6      |
| 1937 | U.S. National Championships | Marjorie Gladman Van Ryn | Alice Marble Sarah Palfrey Cooke | 5–7, 4–6      |